# 秋葉安太郎
秋葉 安太郎（あきば やすたろう、1895年8月15日 - 1969年12月4日）は、国文学者、日本大学学長を務めた。
千葉県山武郡蓮沼村（現・山武市）出身。日本大学法文学部国文科卒。日大予科教授、日大教授、文理学部長、学長。1954年「大鏡の語法の研究」で日大文学博士。1965年定年退任、名誉教授。1967年4月、勲二等瑞宝章を受章。墓所は多磨霊園。

## 著書
- 『大鏡の研究』桜楓社出版　1960‐1961

### 共編
- 『坂元雪鳥能評全集』共編 豊島書房 1972
- 『万葉集』竹内金治郎,森淳司共編 桜楓社 1976